# José Antonio Camacho
José Antonio Camacho Alfaro (Cieza, 8 de Junho de 1955) é um ex-futebolista e ex-técnico espanhol. Ganhou diversos títulos pelo Real Madrid, clube que jogou toda sua carreira de 15 anos como futebolista e comandou clubes na Espanha e em Portugal, além de três seleções de futebol.

## Carreira

### Jogador de futebol

#### Clube
Camacho nasceu em Cieza, Murcia. Depois de jogar no futebol juvenil em Albacete, ele se transferiu para os gigantes da La Liga, o Real Madrid, aos 18 anos, inicialmente no time afiliado, o Real Madrid Castilla em 1973 e integrando o time principal quase imediatamente depois, fazendo sua estreia sob o comando do técnico Luis Molowny em 3 de março de 1974. No time, Camacho atuou na defesa, principalmente como lateral-esquerdo.
Durante sua passagem pelo Real Madrid, Camacho participou de 577 partidas oficiais (414 apenas na liga espanhola), formando uma parceria eficiente na ala esquerda com Rafael Gordillo, que atuou principalmente como meio-campista. Em janeiro de 1978, ele sofreu uma grave lesão durante os treinos, o que interrompeu sua carreira por quase dois anos, mas ele retornou com força, sendo fundamental para que o clube madrilense conquistasse Copas da UEFA consecutivas. Ele permaneceu sempre no Real Madrid até sua aposentadoria ao final da temporada 1988-89.

#### Seleção nacional
Camacho atuou em 81 jogos pela Seleção Espanhola, fazendo sua primeira aparição aos 19 anos. Sua estreia ocorreu em 5 de fevereiro de 1975 em um empate de 1–1 contra a Escócia, durante as eliminatórias da UEFA Euro 1976, em Valência. Nos seguintes 13 anos, Camacho foi uma pedra angular na defesa da seleção nacional, sendo convocado – e sempre como titular – para as Copas do Mundo da FIFA de 1982 e 1986, assim como para o Euro 1984 e 1988. Após a derrota por 2 a 0 na fase de grupos para a Alemanha Ocidental nesta última competição, ele se aposentou do cenário internacional aos 33 anos.

### Treinador

#### Início como técnico
Após sua aposentadoria como jogador em 1989, Camacho iniciou sua carreira como treinador, inicialmente na equipe técnica do Real Madrid. Suas primeiras experiências profissionais foram no Rayo Vallecano e no RCD Espanyol, clubes que ele ajudou a promover para a primeira divisão. Em 1996, Camacho treinou o Sevilla, embora tenha deixado seu cargo antes de concluir a temporada. No verão de 1998, ele assumiu o comando da equipe principal do Real Madrid, mas deixou o cargo após apenas 22 dias devido a divergências com a administração do clube.

#### Seleção Espanhola
Camacho sucedeu Javier Clemente como treinador da seleção nacional em setembro de 1998, após uma surpreendente derrota por 3 a 2 em Chipre em uma eliminatória para a Euro 2000. A situação rapidamente mudou sob o novo comandante, que levou a equipe para as fases finais, onde foram eliminados pelos futuros campeões, França, nas quartas de final. Dois anos depois, a equipe de Camacho perdeu nas mesmas fases para a Coreia do Sul, agora na Copa do Mundo de 2002. Após a derrota controversa, ele anunciou sua resignação, sendo substituído por Iñaki Sáez.

#### Benfica
Camacho retornou à ação em clubes, sendo nomeado treinador do Benfica em Portugal no dia 1 de dezembro de 2002, no lugar do demitido Jesualdo Ferreira. Dois anos depois, sua equipe conquistou a Taça de Portugal contra o Porto, liderado por José Mourinho, na prorrogação, encerrando a mais longa seca de títulos da história do Benfica, além de terminar em segundo lugar na Primeira Liga. Um marcante desarmador em seus dias de jogador, Camacho também demonstrou um lado humano ao chorar abundantemente após a morte de Miklós Fehér em campo, logo após entrar no jogo do Benfica contra o Vitória de Guimarães.

#### Volta ao Real Madrid e ao Benfica
Para a temporada de 2004-2005, Camacho retornou ao Real Madrid com um contrato de dois anos como substituto do demitido Carlos Queiroz. No entanto, as coisas rapidamente saíram dos trilhos novamente em sua segunda passagem após uma derrota por 3 a 0 para o Bayer Leverkusen na fase de grupos da Liga dos Campeões da UEFA, e uma derrota por 1 a 0 na liga para o Espanyol quatro dias depois, também em setembro; logo após, ele pediu demissão e foi substituído pelo assistente Mariano García Remón.
Após a rescisão de contrato por mútuo acordo entre Fernando Santos e o Benfica, após um empate em 1 a 1 fora de casa com o Leixões na abertura da Liga Portuguesa 2007-2008, Camacho retornou ao Benfica. No entanto, após uma sequência de resultados ruins e alegando que não conseguia mais motivar a equipe, ele anunciou que deixaria o clube minutos após empatar uma partida em casa contra o União de Leiria, último colocado, em 9 de março de 2008.

#### Osasuna
Após trabalhar como co-comentarista na rede de televisão espanhola Cuatro durante a vitoriosa campanha da Espanha na Euro 2008 (ele também trabalharia para o canal durante a Copa do Mundo de 2010, que terminou com o triunfo da seleção nacional), Camacho substituiu José Ángel Ziganda no comando do Osasuna em 13 de outubro de 2008. Em 14 de fevereiro de 2011, após uma derrota por 1–0 fora de casa contra a Real Sociedad que colocou o time navarro na zona de rebaixamento, Camacho foi demitido. Eles acabaram terminando na nona posição.

#### Seleção Chinesa
Em 13 de agosto de 2011, Camacho assumiu o comando da Seleção Chinesa, assinando um contrato de três anos por um salário anual reportado de US$8 milhões. O presidente da Associação Chinesa de Futebol, Wei Di, explicou a decisão como parte de um plano de longo prazo para ajudar o país a alcançar Japão e Coreia do Sul, enquanto o vice-presidente do Centro Administrativo de Futebol Chinês, Yu Hongchen, afirmou que Camacho manteria seu cargo mesmo que não conseguisse a classificação para a Copa do Mundo FIFA de 2014. A China não conseguiu se classificar para a Copa do Mundo, terminando apenas em terceiro lugar na terceira rodada de qualificação, com três vitórias e três derrotas. Camacho também estava no comando quando uma equipe jovem da China perdeu por 8 a 0 para o Brasil em 10 de setembro de 2012, em um amistoso, a pior derrota da seleção nacional, que também significou a queda para a 109ª posição, a mais baixa de todos os tempos, no Ranking Mundial da FIFA.
No primeiro jogo da campanha de qualificação para a Copa da Ásia de 2015, Camacho e a China perderam por 1–2 contra a Arábia Saudita. Após uma surpreendente derrota amistosa por 5–1 para a Tailândia em 15 de junho de 2013, ele foi dispensado de suas funções. Uma das razões citadas para as dificuldades de Camacho na Ásia foi a limitação das chuteiras de futebol. A Federação Chinesa de Futebol ordenou que todos os jogadores da seleção nacional usassem Adidas, enquanto a maioria dos jogadores na Superliga Chinesa usava Nike, criando assim desconforto.

#### Seleção do Gabão
Camacho foi nomeado como técnico de Gabão 43 dias antes do início do Campeonato Africano das Nações de 2017, que ocorreria naquele país, substituindo Jorge Costa. A equipe foi eliminada na fase de grupos, com três empates. Camacho foi dispensado de suas funções em 12 de setembro de 2018, devido a resultados insatisfatórios.

#### Aposentadoria
Em 2025, Camacho anunciou a sua aposentadoria após sete anos longe do comando de qualquer time, colocando um ponto final na sua carreira como técnico.

## Títulos

#### Clube
Real Madrid
- La Liga:1974–75, 1975–76, 1977–78, 1978–79, 1979–80, 1985–86, 1986–87, 1987–88, 1988–89, 1989–90
- Copa del Rey: 1973–74, 1974–75, 1979–80, 1981–82, 1988–89
- Supercopa de España: 1988, 1989
- Copa da Liga Espanhola: 1985
- UEFA Cup: 1984–85, 1985–86

#### International
Espanha
- Eurocopa de 1984: Vice

### Treinador
Benfica
- Taça de Portugal: 2003–04